# Perris, California
Perris este un vechi oraș feroviar din comitatul Riverside, California, Statele Unite ale Americii, situat la 71 mile (114 km) est-sud-est de Los Angeles și la 81 mile (130 km) nord de San Diego.
Se află la o altitudine de 443 m deasupra nivelului mării. Are o suprafață de 82,026783 km². Populația este de 78.700 locuitori, determinată în 1 aprilie 2020, prin recensământ.
Este cunoscut pentru Lacul Perris, un lac artificial, parașutism, Muzeul Căilor Ferate din California de Sud și climatul său uscat însorit. Perris se află în zona metropolitană Inland Empire din California de Sud. 